# Phoneyusa nigroventris
Phoneyusa nigroventris là một loài nhện trong họ Theraphosidae.
Loài này thuộc chi Phoneyusa. Phoneyusa nigroventris được miêu tả năm 1893 bởi Marx.